# Jan van Zutphen

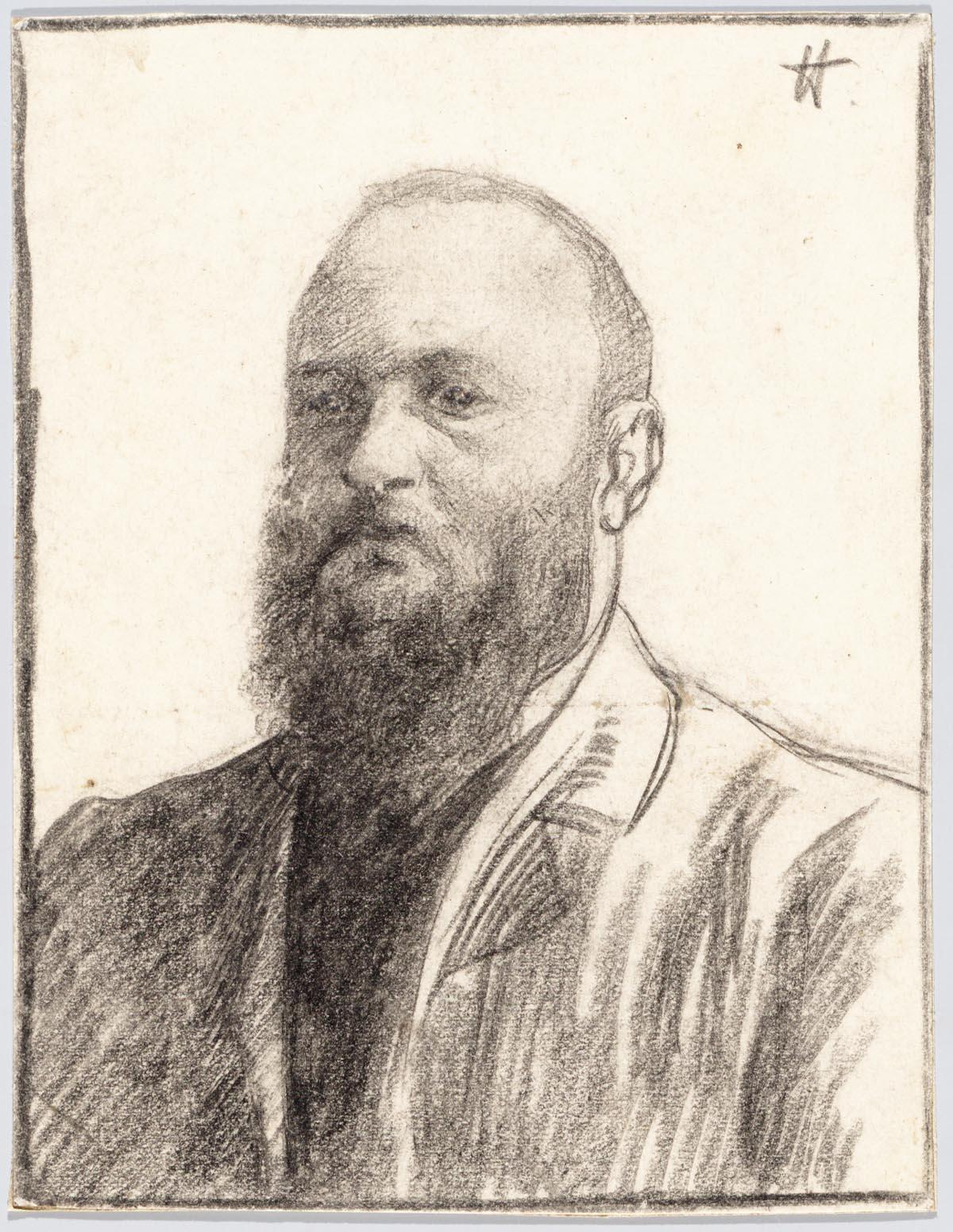
Jan van Zutphen. Tekening van Albert Hahn sr.

Johannes Andries ("Ome" Jan) van Zutphen (Utrecht, 7 oktober 1863 - Hilversum, 7 juni 1958) was een Nederlands vakbondsbestuurder van de diamantbewerkersbond en oprichter en voorzitter van Sanatorium Zonnestraal in Hilversum. Hij is erkend als een inspirerend strijder voor de rechten van arbeiders en tegen tuberculose. Hij wordt geassocieerd met het zogeheten 'Koperen Stelen Fonds' - naar de steeltjes van versleten gereedschap die te gelde gemaakt werden om tuberculosezorg van de vakbond op te bouwen.

## Jonge jaren
Jan van Zutphen kwam uit een arbeidersgezin, zijn vader was wijnkopersknecht. Alhoewel geboren in Utrecht groeide Van Zutphen op in de Amsterdamse volksbuurt Kattenburg. Hij werd daar al op vroege leeftijd geconfronteerd met het arbeidersbestaan en zorgde op zesjarige leeftijd al voor bijverdiensten door samen met andere kinderen 's morgens het door zeewater stijf geworden touw te ontrafelen. De echte armoe ging aan het gezin voorbij, omdat Van Zutphens vader als meesterknecht geregeld werk had. Zijn moeder en zijn zus overleden aan tuberculose toen hij tien respectievelijk elf jaar oud was. Jan van Zutphen kwam samen met zijn broer in een streng-calvinistisch gezin terecht, waar hij een hartgrondige afkeer van godsdienstig fanatisme ontwikkelde.
Van Zutphen begon als leerling-timmerman in de bouw te werken en bezocht de avondschool waar hij projectietekenen, Nederlands en geschiedenis leerde. Na een val van een steiger moest hij op dertienjarige leeftijd negen maanden rust houden en vervolgens liet zijn vader hem voor diamantslijper leren. Van Zutphen bleek over talent te beschikken en was op twintigjarige leeftijd briljantslijpersbaas.
Hij trouwde in 1887 met Emmetje Lamme, zij kregen twee dochters en twee zonen. Nadat zijn vrouw in 1911 aan tuberculose was overleden, trouwde Van Zutphen in 1919 met Bernardina Johanna Greger, zij kregen een dochter en een zoon.

## Socialistisch voorman

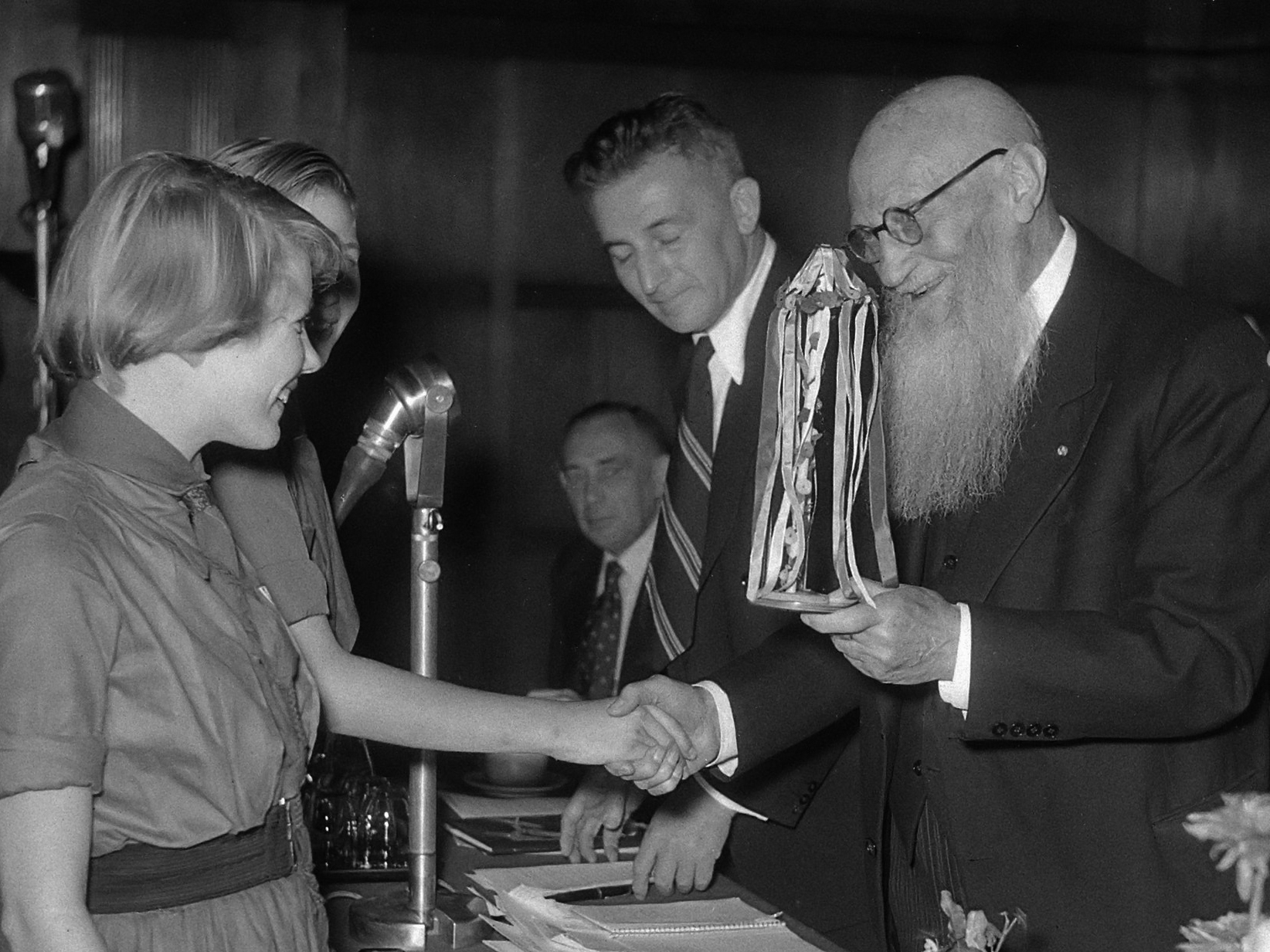
Jan van Zutphen 90 jaar (1953)

In 1883 werd hij lid van de Sociaal-Democratische Bond (SDB), ondanks het feit dat hij als slijpersbaas een behoorlijk en regelmatig inkomen had. Op 25-jarige leeftijd werd hij in 1888 voorzitter van de Sociaal-Democratische Diamantbewerkersvereeniging, een vakgroep van de SDB die 15 leden telde. Een jaar later werd de afdeling verzelfstandigd onder de naam Nederlandsche Diamantbewerkers Vereeniging, waarmee men trachtte door het loslaten van het socialistische karakter ook de veelal Joodse diamantbewerkers te bereiken.
Alhoewel Van Zutphen tot dan toe niet echt actief was geweest, nam hij in november 1894 de leiding op zich van de diamantslijpersstaking, waaraan circa 10.000 vakgenoten deelnamen. Het feit dat de Joodse Henri Polak zitting had in het stakingscomité, zorgde ervoor dat ook de Joodse diamantslijpers zich aansloten bij de staking. Nog tijdens de staking besloten Van Zutphen en Polak tot oprichting van een algemene diamantbewerkersbond, de Algemeene Nederlandsche Diamantbewerkersbond (ANDB). Polak nam het voorzitterschap op zich en van 1898 tot 1928 zou Van Zutphen als bondssecretaris tweede man zijn. Daarnaast was Van Zutphen vanaf 1905 lid van het dagelijks bestuur van het Wereldverbond van Diamantbewerkers.
In tegenstelling tot de intellectuele Polak was Van Zutphen een man uit het volk, die ook door de Belgische diamantslijpers werd bewonderd. In 1904 was hij noodgedwongen stakingsleider van de Antwerpse diamantslijpers, omdat Jan Bartels, de voorzitter van de Belgische Algemeene Diamantbewerkersbond gevangen zat, en de secretaris Jef Groesser was uitgeweken naar Nederland om gevangenschap te ontlopen. Hierna zou Van Zutphen ook een belangrijke rol blijven spelen in de Belgische vakbeweging, onder andere door in 1910 samen met Camille Huysmans een slepend conflict op te lossen, en in 1913 opnieuw met Huysmans de rangen te sluiten onder de verdeelde Antwerpse diamantbewerkers.
In 1905 stond Van Zutphen aan de wieg van het Nederlandsch Verbond van Vakvereenigingen (NVV) en toen Polak in 1909 na het Deventer congres zijn openbare functies neerlegde, volgde Van Zutphen hem op in het dagelijks bestuur van het NVV. Daarnaast had hij vanaf 1907 als SDAP-vertegenwoordiger zitting in de Provinciale Staten van Noord-Holland. Ook was hij een jaar gemeenteraadslid in Amsterdam namens de SDAP, maar meer dan politiek trok hem het vakbondswerk, waarbij hij vooral zocht naar wegen om directe hulp te verlenen aan bejaarden, weduwen en wezen, en verwaarloosde kinderen. Het aantal bestuursfuncties van sociale instellingen nam toe, zo was Van Zutphen betrokken bij de Commissie van het Congres Kinderbescherming van de Nationale Vrouwenraad, het Vacantie-Kinderfeest, de Voogdijraad, de Stichting Amsterdamse Kolonieverpleging van kinderen, het Burgerlijk Armbestuur, de Commissie Burgerlijk Armbestuur van Huiszittende Armen, de Centrale ter behartiging van maatschappelijke belangen van zenuw- en zielszieken, het Algemeen Steuncomité 1914 en het Nederlandsch Comité tot Rheumatiekbestrijding.

## Tuberculosebestrijding
Toen in 1898 zijn vriend Johan Harttorff getroffen werd door tuberculose, begon Van Zutphen, die onder anderen zijn moeder en zus had verloren aan deze ziekte, een geldinzamelingsactie om een sanatoriumkuur te financieren. Daarna zorgde hij voor financiële steun aan door tuberculose getroffen diamantbewerkers, welke activiteiten in 1905 werden ondergebracht in het Diamantbewerkers Koperen Stelen Fonds (KSF). Dit fonds gebruikte de opbrengst van niet meer voor slijpen bruikbare koperen stelen voor verpleging van ANDB-leden die aan tuberculose of andere ziektes leden. Het initiatief vond navolging in België (fonds Zonnestraal) en de Verenigde Staten (Diamonds Workers' Copper Wire End Fund). Een nieuwe bron van inkomsten werd op initiatief van Van Zutphen in 1917 door de Delftse hoogleraar Henri ter Meulen ontwikkeld door het zuiveren van slijpersafval waar zuiver diamantpoeder aan werd onttrokken.
In 1919 leverde het gezuiverde diamantslijpsel een bedrag op van 4,25 miljoen gulden, waarmee het KSF de in Hilversum gelegen Pampahoeve kocht. Hier werd in samenwerking met de Amsterdamse arts Ben Sajet en architect Jan Duiker een sanatorium gevestigd onder de naam Sanatorium Zonnestraal.
Tijdens de Tweede Wereldoorlog werd Van Zutphen door rijkscommissaris Seyss-Inquart ongevraagd lid gemaakt van de Ereraad van Winterhulp en werd hij gedwongen twee NSB'ers op te nemen in het bestuur van Zonnestraal. Van Zutphen werd enige tijd als 'fout' gezien, maar toen bleek dat de leiding van Winterhulp niet-meewerkende ambtenaren met straf dreigde nam hij ontslag. In 1943 werd Zonnestraal ontruimd toen deportatie dreigde voor de joodse patiënten. Van Zutphen nam, uit protest tegen het optreden van de bezetter, ontslag als voorzitter van het dagelijks bestuur van het sanatorium, en nam samen met zijn tweede vrouw de zorg voor meer dan honderd Joodse onderduikers voor zijn rekening.
Ook na de oorlog bleef Van Zutphen zich inzetten voor de tuberculosebestrijding en initieerde het verplicht doorlichten van scholieren. Hij zou tot 1956 betrokken blijven bij Zonnestraal en had in 1955 op 92-jarige leeftijd nog de leiding over een drie maanden durende staking van 850 diamantbewerkers.

## Vernoeming en onderscheiding
In de Amsterdamse wijk Osdorp bestaan het Jan van Zutphenplantsoen en de Jan van Zutphenstraat. In de Haarlemse wijk Meerwijk, in stadsdeel Noord in Enschede en Bad Nieuweschans bevindt zich ook een Jan van Zutphenstraat. In de Utrechtse wijk Zuilen bestaat de Jan van Zutphenlaan en in Amerongen de Jan van Zutphenweg. 
Op 26 mei 2013 werden Jan van Zutphen en zijn vrouw Bernardina van Zutphen-Greger door het Israëlische staatsinstelling Yad Vashem postuum onderscheiden met de eretitel 'Rechtvaardige onder de Volkeren'. Deze werd toegekend voor hun redding van drie leden van de familie Deen.